# Marsa FC
Marsa FC is een Maltese voetbalclub uit Marsa.
De club werd op 4 januari 1920 opgericht als Marsa FC en veranderde in 1921 de clubnaam in Marsa United. In 1931 werd de oude naam weer aangenomen.
In 1920 en 1921 speelde de club in de hoogste klasse en keerde in 1927/28 en 1934/35 terug. Daarna duurde het tot 1956 alvorens de club weer in 1ste speelde. En speelde dan met regelmatige onderbrekingen tot 1985 in de hoogste klasse. Dan duurde het tot 2001 alvorens de club een wederoptreden kon maken voor 2 jaar. In 2006 promoveerde de club opnieuw naar de hoogste klasse, maar degradeerde na één seizoen. In 2019 zakte de club naar de Second Division.

## Marsa in Europa
#R = #ronde, T/U = Thuis/Uit, W = Wedstrijd, PUC = punten UEFA coëfficiënten .
Uitslagen vanuit gezichtspunt Marsa FC
| Seizoen | Competitie | Ronde | Land            | Club        | Totaalscore | 1e W    | 2e W    | PUC |
| ------- | ---------- | ----- | --------------- | ----------- | ----------- | ------- | ------- | --- |
| 1971/72 | UEFA Cup   | 1R    | Vlag van Italië | Juventus FC | 0-11        | 0-6 (T) | 0-5 (U) | 0.0 |

Totaal aantal punten voor UEFA coëfficiënten: 0.0
Zie ook
- Deelnemers UEFA-toernooien Malta
- Ranglijst van alle clubs die in de diverse Europa Cups zijn uitgekomen